# Aloe orlandi
Aloe orlandi é uma espécie de liliopsida do gênero Aloe, pertencente à família Asphodelaceae.